# 普洛莫山

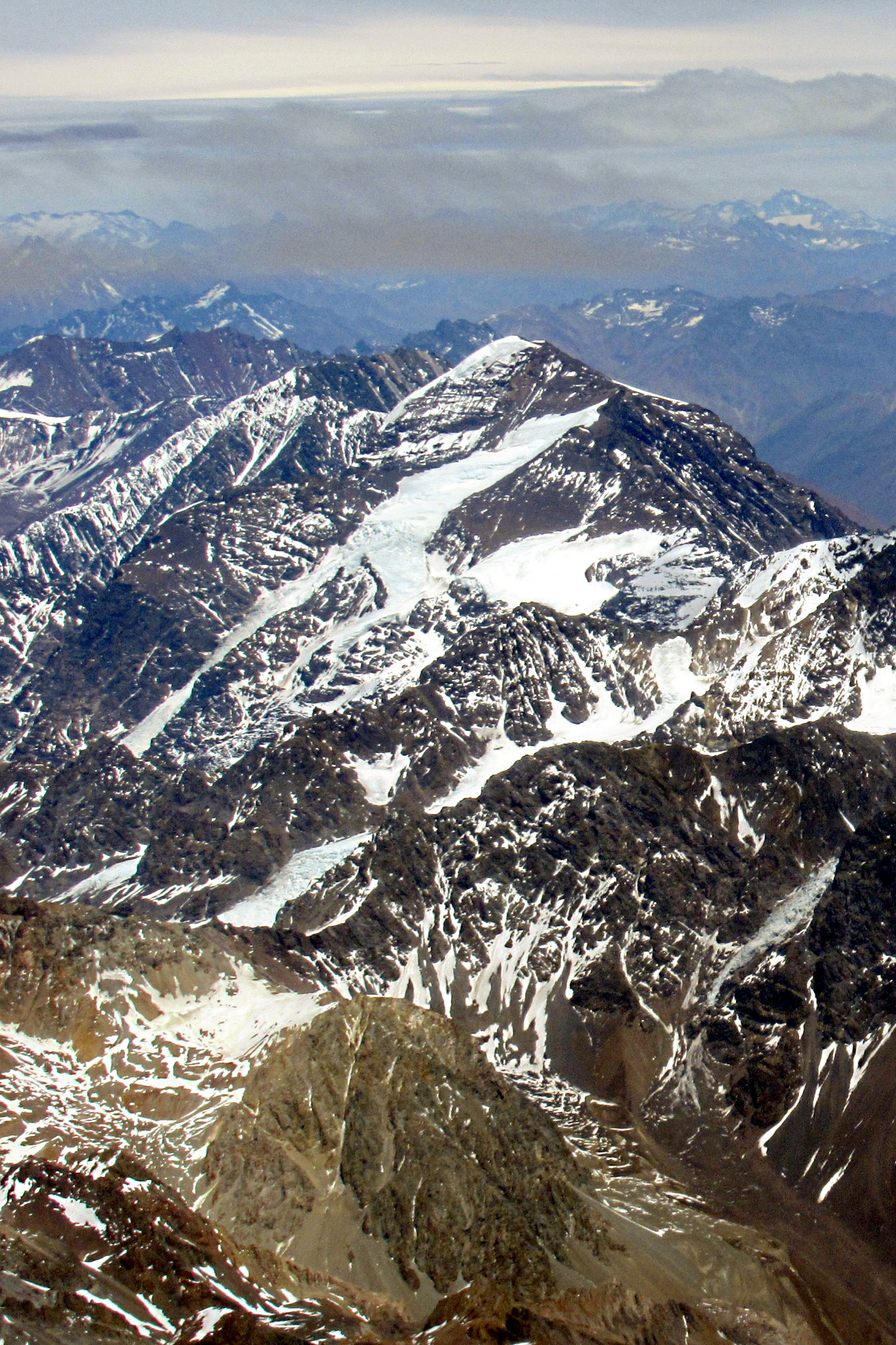

33°6′12″S 70°3′57″W / 33.10333°S 70.06583°W
普洛莫山（西班牙語：Nevado El Plomo），是南美洲的山峰，位於阿根廷的門多薩省和智利的聖地亞哥首都大區之間接壤的邊境，屬於安第斯山脈的一部分，海拔高度6,070米，人類在1910年首次登頂。